# Christoph Halle

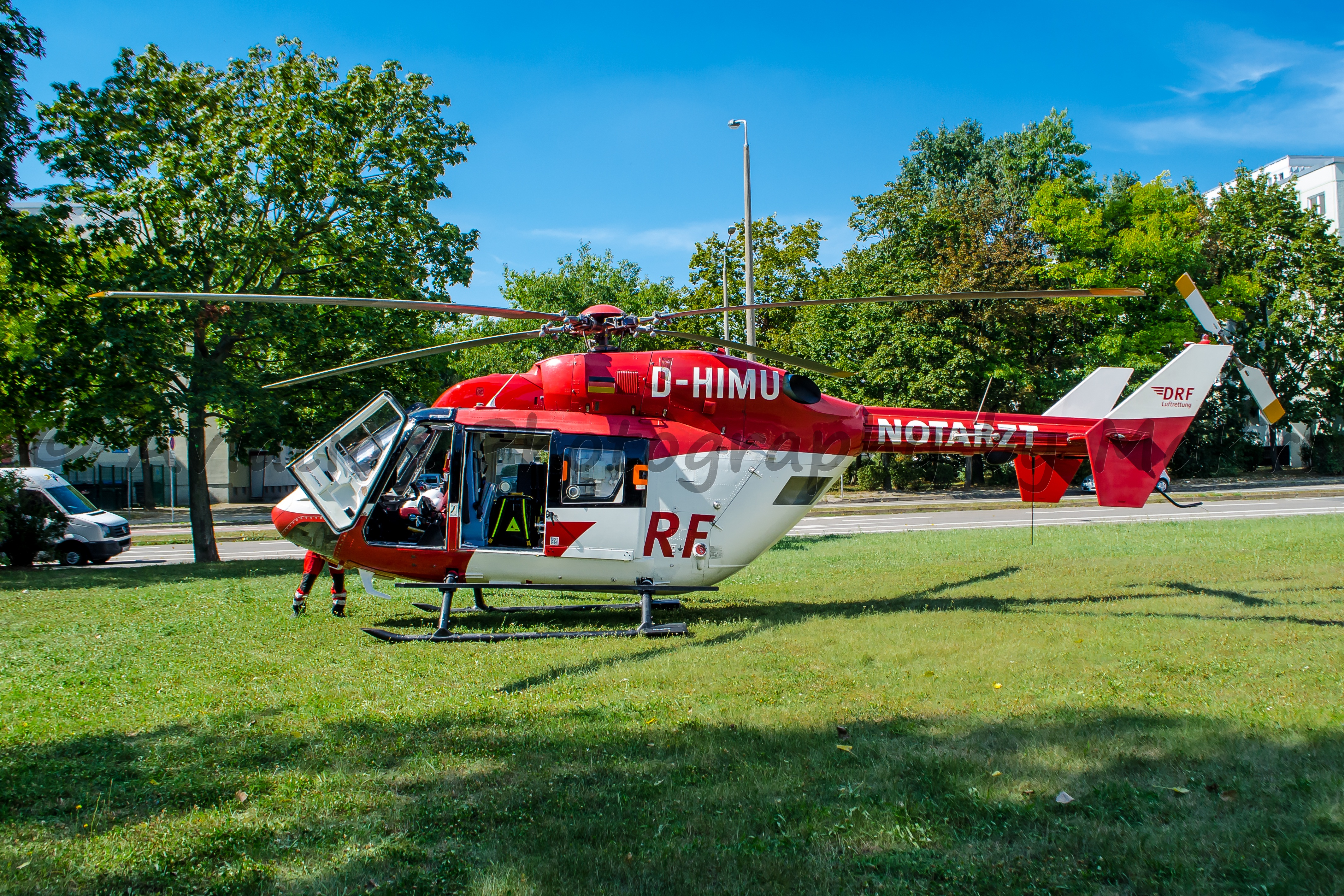
Ehemaliger Christoph Halle MBB/Kawasaki BK 117 im Einsatz vom 1. Juli 1991 bis 2020

Christoph Halle (vormals Christoph 85) ist der Funkrufname eines von derzeit 16 Intensivtransporthubschraubern (ITH) in Deutschland, wird aber sowohl für Primäreinsätze (Notfallrettung) als auch für Sekundäreinsätze ((Intensiv-)Verlegungsflüge, sog. Interhospitaltransporte) eingesetzt. Insgesamt gibt es in Deutschland neun solcher „Dual-Use“-Hubschrauber. Christoph Halle ist am Flugplatz Halle-Oppin im Saalekreis stationiert und wird von der DRF Luftrettung betrieben. Zum Einsatz kommt ein Hubschrauber vom Typ Airbus Helicopters H145 D-3.

## Einsätze
Christoph Halle wird über die integrierte Rettungsleitstelle der Feuerwehr Halle (Saale) als zuständige Luftrettungsdienstleitstelle des Landes Sachsen-Anhalt alarmiert. Er steht tagsüber als einsatzbereite Backup-Maschine für Christoph Sachsen-Anhalt zur Verfügung, wenn letzterer im Einsatz ist. Des Weiteren wird Christoph Halle für Sekundärverlegungen eingesetzt. Diese werden durchgeführt, wenn Patienten zur besseren medizinischen Versorgung von einer Klinik in eine andere verlegt werden müssen. Der Hubschrauber ist in seiner Funktion als Intensivtransporthubschrauber 24 Stunden einsatzbereit.

## Einsatzbereich
Das Einsatzgebiet erstreckt sich überwiegend über das südliche  Sachsen-Anhalt, er wird jedoch auch in angrenzenden Ländern und Regionen eingesetzt.

## Besatzung
Die Besatzung des Christoph Halle besteht aus:
- Pilot der DRF Luftrettung
- Notfallsanitäter der DRF Luftrettung mit Ausbildung zum HEMS Crew Member
- Notarzt der Kassenärztlichen Vereinigung Sachsen-Anhalt (KVSA), des BG Klinikum Bergmannstrost Halle, des Universitätsklinikums Halle oder des Krankenhaus St. Elisabeth und St. Barbara